# Virtual Boy
Virtual Boy (яп. バーチャルボーイ Ба:тяру Бо:й) — 32-битная настольная портативная игровая система, разработанная и произведённая компанией Nintendo. Выпущенная в 1995 году, она рекламировалась как первая игровая приставка, способная отображать стереоскопическую трёхмерную графику. Игрок использует приставку как навесной дисплей, прикладывая голову к окуляру, чтобы увидеть красный монохромный экран. В играх используется эффект параллакса для создания иллюзии глубины. Продажи не достигли запланированных показателей, и Nintendo прекратила распространение и разработку игр в 1996 году, выпустив для приставки всего 22 игры. В России приставка продавалась компанией «АОЗТ Денди» с 1995 года.
Разработка Virtual Boy длилась четыре года и началась под проектным названием VR32. Nintendo заключила лицензионное соглашение с американской компанией Reflection Technology на использование технологии стереоскопических светодиодных окуляров, которая разрабатывалась с 1980-х годов. Компания также построила завод в Китае, который должен был использоваться только для производства Virtual Boy. В ходе разработки характеристики приставки многократно упрощались из-за высокой стоимости и потенциальных проблем со здоровьем игроков, и все больше ресурсов было перенаправлено на разработку Nintendo 64, следующей домашней приставки Nintendo. Ведущий игровой дизайнер Сигэру Миямото практически не участвовал в разработке программного обеспечения для Virtual Boy. Virtual Boy была выведена на рынок в незаконченном виде в 1995 году, чтобы сосредоточиться на Nintendo 64.
Virtual Boy была отвергнута критиками и оказалась коммерчески неудачной, даже после неоднократного снижения цены. Неудача была объяснена высокой ценой, монохромным дисплеем, невыразительным стереоскопическим эффектом, плохой эргономикой, отсутствием настоящей портативности и проблемами со здоровьем. Стереоскопическая технология в игровых приставках вновь появилась в более поздние годы и имела больший успех, включая портативную игровую приставку Nintendo 3DS. По состоянию на март 2021 года эта игровая система является самой плохо продаваемой приставкой Nintendo и единственной, проданной тиражом менее 1 миллиона единиц, за которой на втором месте следует Wii U с тиражом 13,6 миллиона единиц.

## История

### Разработка
С 1985 года компанией Reflection Technology, Inc. (RTI), расположенной в Массачусетсе, разрабатывалась технология красного светодиодного окулярного дисплея под названием Scanned Linear Array. Компания выпустила прототип стереоскопического устройства под названием Private Eye с игрой в танки. В поисках финансирования и партнёрства для развития этой технологии в коммерческую, RTI продемонстрировала Private Eye на рынке потребительской электроники другим компаниям, включая Mattel и Hasbro. Sega отказалась от этой технологии из-за её одноцветного дисплея и опасений по поводу развития морской болезни.
Nintendo с энтузиазмом приняла Private Eye и отдала разработку будущего устройства под руководство Гумпэя Ёкои, генерального менеджера Nintendo R&D1 и изобретателя портативных игровых систем Game & Watch и Game Boy. Он считал, что это уникальная технология, которую конкурентам будет трудно имитировать. Кроме того, созданная игровая приставка должна была укрепить репутацию Nintendo как компании-инноватора и «поощрить больше творчества» в играх. Назвав проект «VR32», Nintendo заключила эксклюзивное соглашение с Reflection Technology, Inc. по лицензированию технологии дисплеев. В то время как подразделение Nintendo Research & Development 3 (R&D3) было сосредоточено на разработке Nintendo 64, два других инженерных подразделения могли свободно экспериментировать с идеями новых продуктов.
Потратив четыре года на разработку и построив в итоге специальный сборочный завод в Китае, Nintendo постаралась воплотить своё видение VR32 в доступную и безопасную для здоровья приставку. Гумпэй Ёкои сохранил выбранный RTI красный дисплей, потому что он был самым дешёвым и его идеальная чернота позволяла добиться более захватывающего ощущения бесконечной глубины. RTI и Nintendo заявляли, что цветная система была бы непомерно дорогой и стоила бы в розницу более 500 долларов США. Также было заявлено, что у цветной системы при тестировании возникали «скачки изображения». Учитывая постоянную обеспокоенность по поводу укачивания, риска развития косоглазия y маленьких детей и нового японского закона 1995 года об ответственности за качество продукции, компания Nintendo отказалась от функции отслеживания движения головы и переделала конструкцию очков, закрепляемых на голове, в стационарную, тяжёлую, защищённую стальным экраном настольную систему, соответствующую рекомендациям института Schepens Eye Research Institute.
Для показа возможностей Virtual Boy было создано несколько демонстрационных версий игр. Racing Demo стала одной из самых продвинутых демонстраций; в 30-секундном ролике показан вид от первого лица за рулём, где водитель проезжает мимо дорожных знаков и пальм. Эта демо-версия была показана в 1995 году на выставках E3 и CES. Стартовый экран прототипа Virtual Boy был показан на выставке Shoshinkai 1994. Также было продемонстрировано техническое демо с космическим кораблём, похожим на Arwing из Star Fox. Прессе был дан «очень уверенный» прогноз продаж в Японии 3 миллионов экземпляров приставки и 14 миллионов единиц программного обеспечения на март 1996 года.
В результате растущей конкуренции за внутренние ресурсы наряду с флагманской Nintendo 64 и недостаточного участия ведущего дизайнера игр Сигэру Миямото, программное обеспечение Virtual Boy разрабатывалось без полного внимания Nintendo. Согласно книге Дэвида Шеффа «Game Over», Ёкои никогда не планировал выпускать все более урезавшуюся Virtual Boy в её окончательном виде. Однако Nintendo продавила выпуск приставки на рынок, чтобы сосредоточить ресурсы на разработке следующей системы, Nintendo 64.

### Выпуск
Предварительный обзор Virtual Boy был опубликован 13 ноября 1994 года в газете The New York Times. Официально приставка была анонсирована в пресс-релизе на следующий день, 14 ноября. Nintendo обещала, что Virtual Boy «полностью погрузит игроков в их собственную частную вселенную». Первые пресс-релизы и интервью о системе были посвящены её технологическим возможностям и опускали обсуждения самих игр. Система была продемонстрирована на следующий день на организованной Nintendo выставке Shoshinkai 1994. Nintendo of America показала Virtual Boy на выставке Consumer Electronics Show 6 января 1995 года.
Даже с учётом мер экономии Nintendo установила относительно высокую цену на Virtual Boy — 179,95 долларов США. Несмотря на то, что эта приставка была немного дешевле и значительно менее мощной, чем стандартная домашняя система того времени, она была значительно дороже портативной системы Game Boy. Virtual Boy не была предназначена для замены портативной системы в линейке продукции Nintendo, поскольку использование Virtual Boy требует ровной и устойчивой поверхности и полностью блокирует периферийное зрение игрока. Журнал Design News назвал Virtual Boy логическим развитием View-Master, устройства просмотра трёхмерных изображений.
Virtual Boy была выпущена 21 июля 1995 года в Японии и 14 августа 1995 года в Северной Америке со стартовыми играми Mario’s Tennis, Red Alarm, Teleroboxer и Galactic Pinball. В странах региона PAL приставка не выпускалась. В Северной Америке Nintendo в комплекте с каждой проданной Virtual Boy поставляла игру Mario’s Tennis. Первоначально Nintendo прогнозировала продажи в 3 миллиона приставок и 14 миллионов игр. Система появилась в продаже позже других 32-битных систем, таких как PlayStation, 3DO и Saturn, но по более низкой цене.
На момент выпуска системы Nintendo of America прогнозировала продажи аппаратного обеспечения в Америке в количестве 1,5 миллиона единиц, а программного обеспечения — 2,5 миллиона к концу года. К декабрю 1995 года Nintendo продала 350 000 единиц Virtual Boy. В 2007 году эта система заняла 5-е место в списке «10 самых плохо продаваемых приставок всех времён» по версии GamePro.

## Игры

Mario’s Tennis, североамериканская стартовая игра для Virtual Boy, преобразованная эмулятором в анаглифический красно-синий формат с целью имитации стереоскопической картинки Virtual Boy на двухмерном дисплее.

Изначально Nintendo представила три стартовые игры, а в дальнейшем планировала выпускать по две-три игры в месяц. Учитывая короткий срок жизни системы, было выпущено всего 22 игры. Из них 19 игр были выпущены на японском рынке, а 14 — в Северной Америке. По сравнению с предыдущими платформами Nintendo поддержка от сторонних разработчиков была крайне ограниченной. По словам Гумпэя Ёкои, президент Nintendo Хироси Ямаути распорядился показать аппаратное обеспечение Virtual Boy только нескольким сторонним разработчикам, с целью ограничения риска появления на системе некачественного программного обеспечения.
Когда президента Nintendo of America Реджи Фис-Эме спросили, будут ли игры для Virtual Boy доступны на Virtual Console для Nintendo 3DS, он ответил, что не может ответить на этот вопрос, поскольку не знаком с этой платформой. Он отметил, что, учитывая его незнакомство с системой, ему будет трудно привести доводы в пользу включения игр на Virtual Console.
Сообщество любителей на Planet Virtual Boy разрабатывало программное обеспечение для Virtual Boy. Были выпущены две ранее не издававшиеся игры, Bound High! и Niko-Chan Battle (японская версия Faceball).

## Технические характеристики
| Процессор                      | NEC V810 (P/N uPD70732) — 32-разрядный RISC-процессор, работающий на частоте 20 МГц (производительность — около 18 MIPS) 1 МБ динамического ОЗУ и 512 КБ псевдостатического ОЗУ 1 кБ кэш-памяти |
| Устройство отображения (2 шт.) | RTI SLA (P4) с разрешением 384×224 точек; частота горизонтальной развёртки — 50,2 Гц |
| Питание                        | 6 батарей AA (9 В) или сетевой адаптер |
| Звук                           | 16-разрядный, стерео |
| Управление                     | 6 кнопок и 2 указателя направления, используется протокол передачи, ранее использованный в NES |
| Последовательный порт          | 8-проводной кабель предназначался для соединения двух консолей, но не был выпущен в продажу |
| Номера составных частей        | VUE-001 — основной блок Virtual Boy VUE-003 — подставка VUE-005 — игровой контроллер VUE-006 — картридж (Game Pak) VUE-007 — батарейный отсек VUE-010 — аксессуар, помещающийся между Virtual Boy и глазами игрока для отсечения внешнего света. VUE-011 — переходник для подключения сетевого адаптера VUE-012 — крепление для VUE-010 VUE-014 — стереонаушники красно-чёрного цвета |
| Вес, г                         | 750 |
| Размеры (В×Ш×Г), мм            | 216×254×109 |

Характеристики картриджей:
- 16 МБ адресуемого пространства ПЗУ (в выпущенных играх использовались картриджи объёмом 0,5—2 мегабайта);
- 16 МБ адресуемого пространства ОЗУ (в выпущенных играх использовалось до 8 килобайт ОЗУ с батарейным питанием);
- 16 МБ мегабайт адресуемого пространства для устройств расширения (не использовалось в выпущенных играх);
- возможность генерации прерывания основного процессора устройством расширения, находящимся в картридже;
- левый и правый аудиовыходы выведены на разъём картриджа;
- 60-выводный разъём картриджа.